# Prison de Carandiru
 (juillet 2022).
Si vous disposez d'ouvrages ou d'articles de référence ou si vous connaissez des sites web de qualité traitant du thème abordé ici, merci de compléter l'article en donnant les références utiles à sa vérifiabilité et en les liant à la section « Notes et références ».
Pour les articles homonymes, voir Carandiru (homonymie).
Casa de Detenção de São Paulo
La prison de Carandiru, officiellement Maison de détention de São Paulo (en portugais : Casa de Detenção de São Paulo), est une ancienne prison brésilienne située dans la localité de São Paulo, dans l’État de São Paulo et dans la région du Sud-Est. Elle était considérée comme étant la plus grande prison du Brésil[réf. nécessaire]. 

## Histoire
La prison est inaugurée en 1956 par le maire de l'époque, Jânio Quadros. 
Elle est notamment connue à cause du massacre du 2 octobre 1992 : 111 détenus ont été tués au cours de la brutale répression d'une révolte par la police militaire. L'organisation mafieuse PCC fut créée, selon ses fondateurs, pour venger cet acte.
Le 8 décembre 2002, le gouverneur Geraldo Alckmin commanda la destruction des trois pavillons. Un complexe culturel et de détente doit être construit à la place, appelé Parque da Juventude (en français, « le parc de la jeunesse »).

## La prison dans la culture
En 2003, un film de Héctor Babenco lui a été consacré : Carandiru.